# Леонардо (сериал, 2021)
«Леонардо» (итал. Leonardo) — итальянский телевизионный сериал о Леонардо да Винчи, который вышел на экраны 23 марта 2021 года. Главную роль в нём сыграл Эйдан Тёрнер. Сериал вызвал негативные отзывы, запланированный второй сезон так и не был снят.

## Сюжет
Главный герой сериала — итальянский художник и учёный Леонардо да Винчи. Согласно первоначальному замыслу, в каждой из восьми серий речь должна была идти о его достижениях в определённой области искусства или науки. В итоге в центре сюжета оказался вымышленный эпизод: Леонардо находится в тюрьме по обвинению в убийстве натурщицы Катерины и рассказывает о своей жизни. В сериале говорится об обучении Леонардо в мастерской Верроккьо, о создании знаменитых шедевров (в их числе портрет Джиневры де Бенчи, Мона Лиза, Тайная вечеря, инженерные и военные изобретения), о службе князьям из династий Сфорца и Борджиа.
Продюсеры заявили, что намеренно отошли от исторических реалий, чтобы показать вымышленные события. Рецензенты фиксируют множество вымысла в сценарии (в том числе слабо обоснованного).

## В ролях
Основной состав
- Эйдан Тёрнер — Леонардо да Винчи[10][11].
- Матильда Де Анджелис — Катерина да Кремона[12] (подруга и муза Леонардо).
- Джеймс Д’Арси — Лодовико Сфорца, известный как Мавр (герцог Милана).
- Алессандро Спердути — Томмазо Мазини  (помощник Леонардо).
- Робен Ренуччи — Пьеро да Винчи (отец Леонардо).
- Габриэль Ло Джудиче — Марко  (помощник Леонардо).
- Джозафат Ваньи — Джулио  (помощник Леонардо).
- Эндрю Нотт — Альфонсо (помощник Верроккьо).
- Массимо Де Сантис — Ринальдо Росси  (начальник Джиральди).
- Джанкарло Джаннини — Андреа дель Верроккьо (учитель Леонардо).
- Фредди Хаймор — Стефано Джиральди (офицер Миланского герцогства, расследующий дело об убийстве, в котором фигурирует Леонардо).
- Карлос Куэвас — Салаи  (помощник Леонардо).
- Джованни Шифони — Лука Пачоли, монах в Милане, побудивший Леонардо на создание Тайной вечери).
- Макс Беннетт — Чезаре Борджиа (кондотьер, завоевывающий Романью).
- Клаудио Кастроджиованни — Рамиро (военный командир под руководством Чезаре Борджиа).
- Антонио Де Маттео — Галеаццо Сансеверино (военный командир и правая рука Мавра).

Второстепенный состав
- Флавио Паренти — Бернардо Бембо посол Венеции в Миланском герцогстве).
- Серджио Альбелли — Америго Бенчи (бизнесмен, приближённый к Медичи и покровитель Леонардо).
- Поппи Гилберт — Джиневра де Бенчи (дочь Америго и муза Леонардо для её портрета).
- Мириам Далмазио — Беатриче д’Эсте (герцогиня Милана и жена  Лодовико Сфорца).
- Эдан Хэйхёрст — Джан Галеаццо Сфорца (молодой герцог Милана).
- Коррадо Инверницци — Пьеро Содерини (гонфалоньер Флорентийской Республики и заказчик Битвы при Ангиари).
- Давид Иакопини — Никколо Макиавелли.
- Мария Вера Ратти — Лиза дель Джокондо (муза Леонардо для Джоконды).
- Пьерпаоло Споллон — Микеланджело Буонарроти.

## Список эпизодов
| № | Название               | Режиссёр     | Автор сценария              | Дата премьеры  |
| - | ---------------------- | ------------ | --------------------------- | -------------- |
| 1 | «Эпизод 1» «Episode 1» | Дэн Персивал | Фрэнк Спотниц, Стив Томпсон | 23 марта 2021  |
| 2 | «Эпизод 2» «Episode 2» | Дэн Персивал | Фрэнк Спотниц               | 23 марта 2021  |
| 3 | «Эпизод 3» «Episode 3» | Дэн Персивал | Габби Эшер                  | 30 марта 2021  |
| 4 | «Эпизод 4» «Episode 4» | Дэн Персивал | Стив Томпсон                | 30 марта 2021  |
| 5 | «Эпизод 5» «Episode 5» | Алексис Свит | Фрэнк Спотниц               | 6 апреля 2021  |
| 6 | «Эпизод 6» «Episode 6» | Алексис Свит | Стив Томпсон                | 6 апреля 2021  |
| 7 | «Эпизод 7» «Episode 7» | Дэн Персивал | Стив Томпсон                | 13 апреля 2021 |
| 8 | «Эпизод 8» «Episode 8» | Дэн Персивал | Фрэнк Спотниц               | 13 апреля 2021 |

## Релиз и оценки
Изначально предполагалось снять сериал к 500-летию со дня смерти Леонардо да Винчи, то есть к 2019 году. Позже премьеру перенесли на 2021 год. Сериал вышел на экраны 23 марта. Его восприняли критически по разным причинам. Например, мэр Винчи упрекнул авторов шоу в том, что они не подчеркнули глубокую связь главного героя с его родным городом. Исследователь Алессандро Веццози назвал сериал «упущенной возможностью»: по его мнению, биография Леонардо могла бы стать увлекательным сценарием без искажений и беллетризации. Историк искусства Витторио Сгарби заявил о множестве недостатков и грубых ошибок в «Леонардо», об искажении характера главного героя, изображённого вопреки фактам как «неуверенный в себе человек, неудачник, полный сомнений». Искусствовед Лука Наннипьери попытался защитить вымысел в сериале, напомнив о разнице между документальным и художественным кино.
Обозреватель ресурса artchive.ru констатирует, что авторы шоу «даже не попытались» показать гений Леонардо: они только собрали штампы, связанные с художниками. Рецензент пишет о «беспомощной драматургии», «неряшливых диалогах», о бессистемной смеси исторических фактов и явного вымысла. Обозреватель «Коммерсанта» сожалеет о том, что лучше всего разработана полностью вымышленная детективная составляющая сюжета.
Несмотря на критику, благодаря сериалу в Италии в два с половиной раза выросли продажи книг, посвященных Леонардо да Винчи.
В марте 2021 года сообщалось о продлении сериала на второй сезон, который так и не вышел.